# OMÁV 36.0
A OMÁV 36 sorozatú gőzmozdonya vasúttársaság utolsó gyorsvonati mozdonytípusa volt, mely korszerű megoldásaival nemcsak az osztrák, de a magyar gőzmozdonyépítésre is hatással volt.

## Kifejlesztése
A OMÁV az 1900-as évek közepén új gyorsvonati gőzmozdonytípust rendelt saját gépgyárától a társaság Brünn–Prága vonalán közlekedő gyorsvonatok továbbítására.

## Szerkezete

### Kazán
A mozdonyokat a kívánt minél nagyobb teljesítmény érdekében az akkor újdonságnak számító Schmidt-rendszerű nagyfüstcsöves túlhevítővel felszerelt kazánnal látták el. Az 1,28 m széles porosz-, más néven Becker-rendszerű állókazánt a keret fölé emelve, de a kapcsolt kerékpárok közé húzták be. A rostély közepe kibillenthető volt. A majdnem 1,5 m átmérőjű hosszkazánt két övből szegecselték össze; a tengelye (középvonala) a sínkorona fölött akkor Európában a legmagasabbra, 2925 mm magasra került. Az első kazánövön helyezték el a gőzdómot. A kazánba 136 darab 47/52 mm átmérőjű folytvas tűzcsövet és négy sorban összesen 24 db 119/127 mm átmérőjű füstcsövet építettek. A füstszekrényben helyezték el az amerikai rendszerű szikrafogót és a túlhevítőszekrényt. A kazánt 2 db Friedmann-rendszerű nem szívó, 9 mm-es nyílású ún. „restarting” frissgőz-lövettyű táplálta vízzel. A gőzdómra 2 db Coale-rendszerű közvetlen rugóterhelésű biztonsági szelepet szereltek.

### Gépezet
A két gőzhenger a kapcsolt kerékpárok közül a másodikat hajtotta. A dugattyúrúd átmenő rendszerű volt és csőben futott, a keresztfejek kétvezetékesek voltak. A hajtó- és csatlórudak I alakú keresztmetszettel készültek.
A gőzhengerek belső beömlésű, széles, rugalmas, önfeszítő gyűrűs hengeres tolattyúkkal készültek, melyeket ellenforgattyús Heusinger–Walschaert-rendszerű vezérművek szabályoztak.

### Keret és futómű
A 28 mm vastag folytvas lemezekből összeszegecselt, belső elrendezésű keretbe ágyazott hajtott és kapcsolt kerékpárok rugózását himbák kötötték össze. A hajtott tengely 3%-os nikkelacélból, míg a kapcsolt- és futótengelyek folytacélból készültek. A kerékpárok tengelyeit a tengelyvonalban teljesen átfúrták. Az elülső futóforgóváz forgócsapja oldalirányban 40–40 mm-t tudott elmozdulni, középállásba pedig laprugók terelték vissza. Az ívbeállás megkönnyítésére a hajtókerékpár nyomkarimáját 4 mm-rel vékonyabbra esztergálták.

### Segédberendezések
A mozdonyra egy XXI W300 típusú Hardy-rendszerű légűrfékhengert szereltek. A féktuskók a mozdony hajtott kerékpárjait elölről fékezték, míg a futóforgóváz kerékpárjai a fékezetlenek voltak. A féktuskónyomás a tapadási súly 55%-a volt. A gőzben lévő alkatrészek kenéséről egy 8 nyílású Friedmann-rendszerű KD jelű dugattyús melegalkatrész-kenőszivattyú gondoskodott. A mozdonyokat gőzfűtési rendszerrel is ellátták.

### Szerkocsi
A 36.0 sorozatú mozdonyokhoz háromtengelyű szerkocsit kapcsoltak. A szerkocsi minden kerékpárját egy oldalról fékezték.

## Sorsuk az első világháború végéig
A mozdonyokkal a próbamenetek során 112 km/h legnagyobb sebességet értek el.
Az OMÁV 1908-ban összesen tíz 36.0 sorozatú mozdonyt állított forgalomba, 3601–3610 pályaszámmal. A hozzájuk kapcsolt szerkocsik szintén a mozdony pályaszámát viselték.
A mozdonyok a Monarchiában ekkor kötelező módon hadijelet is kaptak, mely ennél a típusnál {\displaystyle {\tfrac {\mathrm {III\ 375} }{\mathrm {A} _{1}}}} lett.
A járművek a vasúttársaság Prága–Brünn közötti vonalának gyorsvonatai továbbították.
Az OMÁV 1909-es osztrák államosítása után mozdonyok a kkStB-nél a 211.01–10 sorozat- és pályaszámokat kapták, míg a szerkocsikat a 73.01–10 számokon vette állagba.

## További pályafutásuk
Az első világháború után valamennyi példány a ČSD-hez került. A ČSD az első években a korábbi sorozat- és pályaszámokon üzemeltette a járműveket. A Monarchia vasúttársaságai járműparkjának végleges felosztása után, 1925-ben bevezetett jelölési rendszerében a mozdonyok a 363.001–10, a szerkocsik a 512.001–10 pályaszámokat kapták. A járműveket Kassára állomásították, ahonnan főleg. a keleti határ felé továbbítottak gyorsvonatokat.

### Magyarország
Az első bécsi döntés nyomán a MÁV számos ČSD-eredetű mozdonyt vett át, köztük az összes 363.0 sorozatút is, melyeket a 329,501–510 pályaszámokkal sorozott be az állagába. Mivel a mozdonyok két részletben (3 és 7 db) kerültek átadásra, így a mozdonyok átszámozása nem az eredeti számsorrendben, hanem az egyes átadások alkalmával átadott példányok növekvő számsorrendjében történt. A szerkocsik a h típusjelet kapták.
A 329 sorozatú mozdonyok MÁV által engedélyezett vonatterheléseit az alábbi táblázat szemlélteti:
| A 329 sorozatú mozdonyok engedélyezett vonatterhelései | A 329 sorozatú mozdonyok engedélyezett vonatterhelései | A 329 sorozatú mozdonyok engedélyezett vonatterhelései | A 329 sorozatú mozdonyok engedélyezett vonatterhelései | A 329 sorozatú mozdonyok engedélyezett vonatterhelései | A 329 sorozatú mozdonyok engedélyezett vonatterhelései | A 329 sorozatú mozdonyok engedélyezett vonatterhelései |
| Pálya- emelkedés                                       | 50 km/h                                                | 60 km/h                                                | 70 km/h                                                | 80 km/h                                                | 90 km/h                                                | 100 km/h                                               |
| ------------------------------------------------------ | ------------------------------------------------------ | ------------------------------------------------------ | ------------------------------------------------------ | ------------------------------------------------------ | ------------------------------------------------------ | ------------------------------------------------------ |
| 0– 3‰                                                  | 840 t                                                  | 600 t                                                  | 470 t                                                  | 350 t                                                  | 250 t                                                  | –                                                      |
| 3– 5‰                                                  | 770 t                                                  | 575 t                                                  | 450 t                                                  | 350 t                                                  | 250 t                                                  | –                                                      |
| 5– 7‰                                                  | 630 t                                                  | 500 t                                                  | 400 t                                                  | 320 t                                                  | 250 t                                                  | –                                                      |
| 8–10‰                                                  | 470 t                                                  | 400 t                                                  | 330 t                                                  | 260 t                                                  | 210 t                                                  | –                                                      |
| 14–16‰                                                 | 295 t                                                  | 280 t                                                  | 240 t                                                  | 200 t                                                  | 165 t                                                  | –                                                      |
| 25‰                                                    | 130 t                                                  | 140 t                                                  | 135 t                                                  | 130 t                                                  | 115 t                                                  | –                                                      |

A mozdonyokat Ceglédre, 1942-ben Kolozsvárra állomásították.
A mozdonyokra acetilén-fejlesztő berendezést és acetilén-világítást, a kazánjaikra tolattyús lefúvató-váltókat szereltek. A mozdonyok kettős (légnyomásos és légűr-) fékberendezését átmenetileg megtartották.
1944-ben két mozdony Nagyváradra került. A tapasztalatok szerint a mozdonyok a háború éveiben 100 elegytonna-kilométerenként 8,3–12,2 kg szenet és 5,6 gramm meleg-, illetve 19 gramm hidegkenő-olajat fogyasztottak.
A második világháború végén négy példány maradt az ország újra lecsökkent területén. Ebből egy példány a Vörös Hadsereg „T” hadizsákmány-jelét viselte. Egy további példányt 1948-ban az ÖStB adott vissza a MÁV-nak. Bár a mozdonyok a repartíciós állagba tartoztak, a magyar-csehszlovák tárgyalások nyomán a törzsállagba kerültek át. A MÁV a mozdonyok közül egyet 1953-ban leselejtezett.
A megmaradt négy mozdonyhoz a hatósugár növelése érdekében 1954-ben korábban leselejtezett 203 sorozatú mozdonyok N-jellegű négytengelyes szerkocsiját kapcsolták. Ezzel összefüggésben a mozdonysátor tetejét hátrafelé fél méterrel meghosszabbították, a lövettyűket pedig alacsonyabbra helyezték. A szerkocsik új pályaszáma a mozdonyoknak megfelelően N329,503–505, és 507 lett. Valójában ekkor csak egyetlen mozdony, a 329,507 pályaszámú üzemelt, a másik három 1953–1955 között anyaghiány miatt az Északi Járműjavítóban javításra várt és csak 1955-ben, más fontosabbnak ítélt sorozatokhoz tartozó mozdonyok kijavítása után álltak újra üzembe. A régi h típusú szerkocsikat 1955-ben a MÁV Építési Géptelep Főnökség kapta meg.
Hosszú szolgálat ez után nem várt már a 329-esekre: kettőt 1960-ban, egyet 1961-ben, míg a 329,507 pályaszámút, a mozdonytípus utolsó példányaként 1963-ban a MÁV törölte az állagából.

### Csehszlovákia
Csehszlovákiában három példányt ért a háború vége, egy továbbit pedig a PKP adott vissza a ČSD-nek, mely a korábbi pályaszámukat visszakapott mozdonyokat 1949–1957 között selejtezte. Egy példány háború utáni sorsa bizonytalan.